# ウディ・アレン
ウディ・アレン（Woody Allen、本名：アラン・スチュアート・コニグズバーグ（Allan Stewart Konigsberg）、1935年11月30日 - ）は、アメリカ合衆国の映画監督、俳優、脚本家、小説家、クラリネット奏者である。日本語では「ウッディ・アレン」と表記される場合もある。
アカデミー賞に史上最多の24回ノミネートされ、監督賞を1度、脚本賞を3度受賞している。

## 経歴

### 少年時代
ニューヨークのブロンクス区で、ロシア＝オーストリア系ユダヤ人の家庭に生まれる。父親のマーティン・コニグズバーグ（Martin Konigsberg, 1900年12月25日 - 2001年1月13日）と母親のネティー（Netty Cherrie Konigsberg, 1908年 - 2002年1月）はアレンが生まれてから妹のレッティ（Letty, 1943年 - ）が生まれる直前まで、ブルックリンを中心に10数回も引越しを繰り返していた。その間、母親の姉妹や、ドイツにおけるナチスの迫害から逃れてきた親類との賑やかな共同生活と、素性の知れない、時に凶悪な面を見せるベビーシッターとの生活を余儀なくされた。
ゆえにアレンの幼年期は主に女性に囲まれた精神的かつ言語的に混沌としたものだった。また、母親は時々アレンに対して激しい（時には手も出る）叱責を行った。妹のレッティに対しては、はるかに穏やかな扱いだったので、アレンは「大事にされている、愛されている」という感情が持てなくなった。ひねくれた少年の行く先は現実逃避で、アレンはコミックや映画、ジャズに傾倒するようになっていった。
コニグズバーグ家は正統的なユダヤ教徒だったので、ユダヤ教の様々な儀式を行い、アレンもまた、8年間ヘブライ語学校に通うことになった。これは彼の宗教嫌いに拍車を掛ける結果になった。パブリックスクール卒業後、1949年にミッドウッド・ハイスクールに入学。生まれつきの赤髪のせいでニックネームは「Red」。アレンはカード・マジックに熱中した。
16歳の時に、アレンはマジシャンとして初舞台を踏むが、すぐにマジシャンとしての自分に見切りをつける。同級生の前でマジックを披露しているうちに、「面白いやつ」という評判が立ち、アレンは徐々にコメディに傾倒し、その道を志望するようになっていった。アレンと同級生のミッキー・ローズはジョージ・S・カウフマン好きということで意気投合し、後にアレンの初期の映画で共同で脚本を書いている。

### ギャグ・ライター
1952年、ハイスクール在学中に、アレンはPRの仕事をしている従兄や『ニューヨーク・デイリー・ミラー』、『ニューヨーク・ポスト』などにいわゆる「ハガキ職人」としてギャグを送り始めた。この頃から、筆名として「ウディ・アレン」（ごく短期間「ヘイウッド・アレン」とも）を名乗り始めた。数々のギャグはコラムニストの手によって誌上で紹介され人気を博した。
これが芸能エージェントのデヴィッド・O・アルバーの目にとまり、アレンはアルバーのもとで「ウディ・アレン」として臨時雇いのギャグ・ライターという道を歩むことになった。

### コメディアンとして
1953年、アレンはニューヨーク大学教養学部に入学した。映画製作を専攻し、英文学とスペイン語を中心に学んだが、授業の大半をさぼり、試験は一夜漬け、レポートはコメディ風といった調子で、結局中退してしまった。ニューヨーク市立大学シティカレッジ映画科に入り直したものの、さぼり癖はおさまらず、またもや中退。母親のネティーは最初こそ絶望したものの、ギャグ・ライターとしてなんとかならないものかと考えるようになり、親戚のエイブ・バロウズという最強のコネを使って後押しした。バロウズはアレンの才能を高く買い、シド・シーザーやピーター・リンド・ヘイズなどのテレビ司会者を紹介するとともに、アレンにギャグ・ライターだけではなく、シリアスな芝居とコメディを両立させることの必要性を説いた。
1955年、同級生の兄ハーヴィ・メルツァーとマネージメント契約を結び、この有能なマネージャーの強烈な推薦で、NBCの放送作家養成プログラムに参加し、アレンはギャグ・ライターと放送作家を並行して行うことになった。シド・シーザーのグループで、ダニー・サイモンやメル・ブルックス、ラリー・ゲルバードらとともに働いた。1958年、アレンとゲルバードは、シド・シーザーの特別番組でシルヴァニア賞を受賞し、同作品はエミー賞にもノミネートされた。『パット・ブーン・ショー』で再びエミー賞にノミネートされ、放送作家としての地位を確固たるものにした。なおこの時期ともに放送作家として名を連ねていた顔ぶれにはメル・ブルックスらもいた。しかし、アレンは放送作家という仕事に興味を持てなくなる一方で、仕事の依頼が続々舞い込み続けた事からうつ病を患う様になり、1959年から精神科への通院を始めた。
『パット・ブーン・ショー』が打ち切られた1960年から、アレンはスタンダップ・コメディアンとして活動を始めた。『ブルー・エンジェル』での初舞台は散々な評価に終わったが、舞台を重ねるうちに腕をメキメキと上げて、人気を集めていった。1962年8月には、『ニューズウィーク』誌がアレンを「シェリー・バーマン、モート・サール、レニー・ブルースに次いで現れたコメディアンの中で最も革新的」と評価し、1963年2月には『ニューヨーク・タイムズ』誌が同様の舞台評を書くまでになった。評判を聞き、映画界からのオファーが飛び込み、アレンはその世界へと身を投じた。
なおそれまで放送作家としての活動は60年代初頭まで続けていたが、1960年、アート・カーニー主演の『愛のために万歳』、1962年のアラン・アルダ主演『ラフメーカーズ』といったテレビ映画で本格的に脚本家としてのキャリアをスタートさせている。

### 映画監督・俳優として
1965年の『何かいいことないか子猫チャン』で脚本兼俳優として映画デビューした。

#### ニューヨーク
生まれ育ったニューヨーク、特にマンハッタン周辺を舞台に多く選んでいる。その文化や暮らし、人々の精神性をテーマにすることが多く、しかもそこに住むユダヤ人のそれを主題とする。ユダヤ人であることの差別とそこから来るコンプレックスや、自己意識などを織り込んだコメディを得意とする。演じる際には自らをカリカチュアライズしたようなユダヤ系の神経質なインテリを演じることが多い。

#### ハリウッド
またアレンは、ハリウッドに背を向けた映画人でもある。『アニー・ホール』（1977年）で、アカデミー監督賞、作品賞を受賞した時も、授賞式には出席しなかった。アレンが唯一アカデミー賞の授賞式に姿を現したのは、2002年の授賞式で前年9月11日に発生したアメリカ同時多発テロ事件の犠牲者に捧げるオマージュとしての企画で、特別プログラムとしてニューヨークを舞台にした作品集の紹介を依頼されたときである。プロデューサーの意向を汲んで出演したアレンはアナウンスなしに登場し、観客の拍手喝采を浴びた。しかし、式が終わるとただちにニューヨークに戻ってしまった。

#### 先進国
フランスや日本、イギリスなどの先進国を中心とした国外においても高い評価を受けており、特にカンヌ国際映画祭では自身の作品が計44回も上映されている。また、一部の作品を除いてアメリカ国内における興行成績は決して高くはなく、『さよなら、さよならハリウッド』などアメリカ国内より国外での興行成績が高い作品もある。アレン自身もそのことを皮肉った発言を行っている。更に、2000年代後半からはヨーロッパの各国で作品を撮ることが多くなっている。

### 小説家として
1960年代の後半から1970年代にかけて、アメリカの文芸誌である『ニューヨーカー』誌を中心に短篇小説を書いている。そのうちいくつかの作品は映画化された。"The Kugelmass Episode"で1978年にオー・ヘンリー賞を受賞。

### クラリネット奏者として
幼年期のラジオ体験からジャズに傾倒した。最初の妻ハーリーンとはナイトクラブで知り合い、即興演奏（ハーリーンがピアノ、ウディがクラリネット）をすることもしばしばであった。映画監督として大成してからは、テレビショーやミュージック・フェスティバルで吹くことも多い。ニューヨークの最高級ホテル「カーライル」内の「マイケルズ・パブ」のレギュラーバンド「Woody Allen and his New Orleans Jazz Band」の一員として毎週月曜日の夕方にクラリネットを吹くという習慣を数十年続けている。アカデミー賞の授賞式の日も、いつも通りクラリネットを吹いていた。
ドキュメンタリー映画『ワイルド・マン・ブルース』（1998年、監督バーバラ・コップル）では、ニューオーリンズ・ジャズ・バンドを率いてのアレンのヨーロッパ・ツアーの模様が描かれている。また自作の映画の中ではジャズをBGMとして多用することが多い。

### 家族
舞台『Play It Again, Sam』で共演し、のちに映画でも共演したダイアン・キートンと交際していたが、長く続かず破綻。

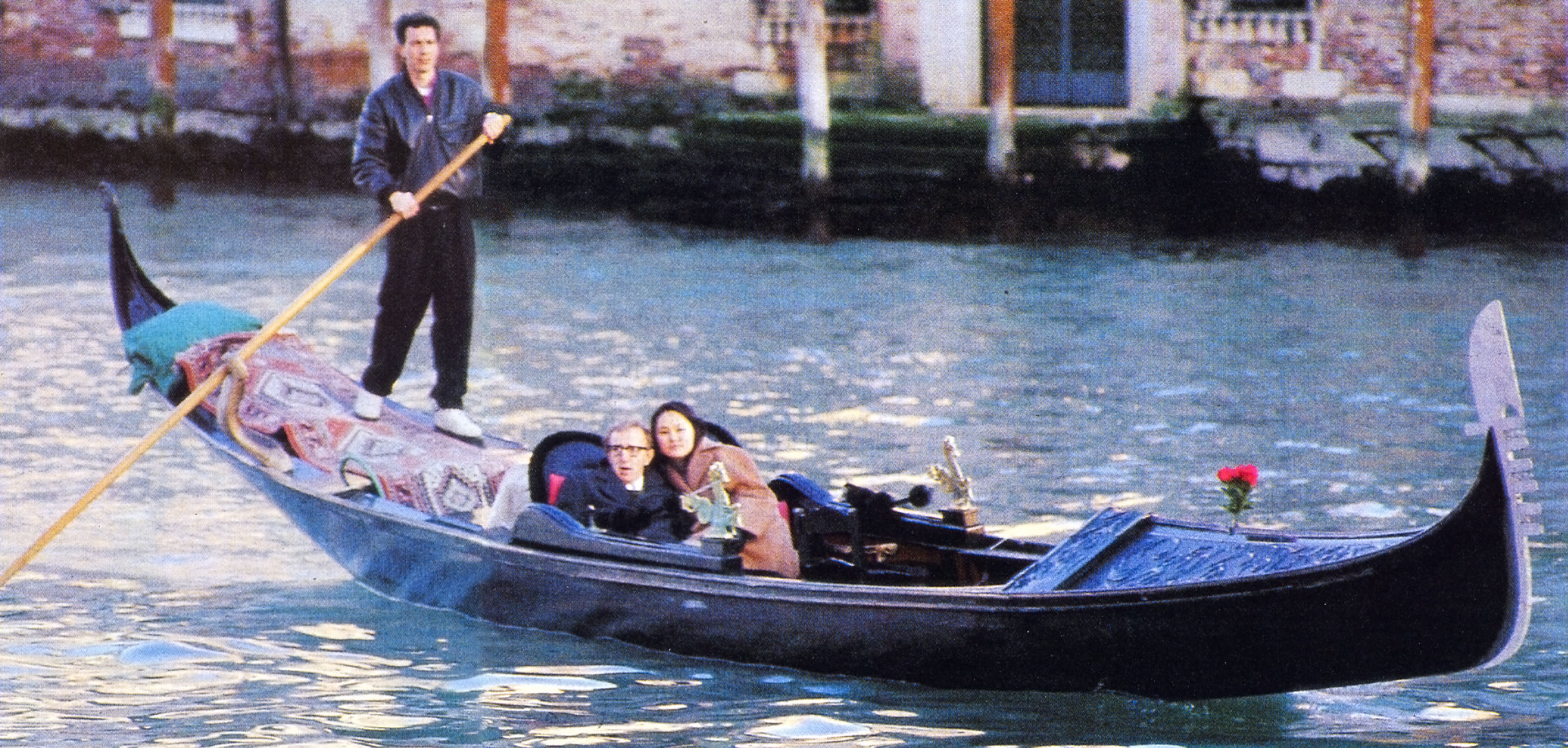
ヴェネツィアにて、スン＝イーとともに

その後、フランク・シナトラとアンドレ・プレヴィンの元妻のミア・ファローと交際するようになったが、彼女の養子のスン・イー（当時21歳）との肉体関係が発覚しファローと訴訟になった。肉体関係が始まったのは、スン・イーの高校時代。ウディ・アレンは当時彼女のヌード写真を個人的に撮影しており、それをファローが発見している。その事実が明らかになった当時ウディ・アレンは、ファローに度重なる謝罪をした。後にウディとスン・イーはその後結婚し、女の子二人を養子に取っている。
元交際相手のキートンとは『マンハッタン殺人ミステリー』（1993年）で共演しているが、これは本来ファローの役として話を書いたところを、私生活のごたごたの関係でキートンに代わってもらった、とアレンは語っている。

### 性的虐待の疑惑
養女ディランへの性的虐待を告発されたのは1992年だった。ディランによれば、当時7歳の1992年8月4日に「ウディに屋根裏部屋に誘われ、腹ばいになっておもちゃで遊ぶように言われ、近くに腰を下ろしたウディに指で陰部を触られた」と主張している。
これに対してウディは「親権訴訟で有利になるためにファロー側がでっち上げたもの」として、虐待行為を一貫して否定している。1994年の親権裁判では、虐待疑惑についての証拠が決定的でないとの判断が下され、コネティカット州警察の捜査でも訴追に至ることはなかった。

### 事件の余波
ハーヴェイ・ワインスタインのセクハラ暴露をきっかけに起きた「#MeToo」運動でハリウッドから干されていたウディ・アレンが、沈黙を破って自伝の出版を発表すると、実の息子であるローナン・ファローが反発。ローナンは、ハーベイ・ワインスタインのセクハラを暴く『New Yorker』の記事を執筆し、ピュリツァー賞を受賞した「#MeToo」のリーダー的存在であり、「#MeToo」が盛り上がる中、世間はローナンの側に立った。2017年12月1日に劇場公開された『女と男の観覧車』は、それだけが理由かどうかは不明ながら、アメリカで興行的に失敗した。
次に控えていた映画『レイニーデイ・イン・ニューヨーク』に出演したグリフィン・ニューマンは本作に出演したことを後悔し、今後一切アレンと仕事をしないとの声明を発表し、本作のギャラ全額を寄付した。2018年1月、レベッカ・ホールも本作への出演の後悔と今後一切のアレンとの仕事を拒否する声明を発表し、本作のギャラ全額を寄付した。同月、ティモシー・シャラメはアレンへの批判は避けたものの、本作への出演で報酬を得ることを望まない意向を発表し、本作のギャラ全額を寄付。のちにセレーナ・ゴメスは、本作での出演料を100万ドルほど上回る額を寄付した。2018年3月、エル・ファニングも本作への出演を後悔する声明を発表し、出演料は具体的に明らかにはなっていないが、寄付をしたことを明らかにした。
アマゾン・スタジオは批判を受けて本作のアメリカでの上映を無期限延期を決定し、アレンとの4本の映画製作の契約をキャンセルした。アレンはこれを不服として、2018年2月に同スタジオを契約不履行で訴え、6800万ドルの訴訟で和解。映画はアメリカ以外では劇場公開された。

## 主な出演、監督、脚本作品
| 公開年 | 日本語題                                                                                      | 原題                                                                    | 役職 | 役職 | 役職 | 役職                                              |
| 公開年 | 日本語題                                                                                      | 原題                                                                    | 監督 | 脚本 | 出演 | その他                                            |
| ------ | --------------------------------------------------------------------------------------------- | ----------------------------------------------------------------------- | ---- | ---- | ---- | ------------------------------------------------- |
| 1965   | 何かいいことないか子猫チャン                                                                  | What's New, Pussycat?                                                   |      | ○    | ○    |                                                   |
| 1966   | どうしたんだい、タイガー・リリー?                                                             | What's Up, Tiger Lily?                                                  |      | ○    |      |                                                   |
| 1967   | 007/カジノ・ロワイヤル                                                                        | Casino Royale                                                           |      |      | ○    |                                                   |
| 1969   | 水は危険・ハイジャック珍道中                                                                  | Don't Drink the Water                                                   |      |      |      | 原作                                              |
| 1969   | 泥棒野郎                                                                                      | Take the Money and Run                                                  | ○    | ○    | ○    |                                                   |
| 1971   | ウディ・アレンのバナナ                                                                        | Bananas                                                                 | ○    | ○    | ○    |                                                   |
| 1972   | ボギー!俺も男だ                                                                               | Play It Again, Sam                                                      |      | ○    | ○    |                                                   |
| 1972   | ウディ・アレンの誰でも知りたがっているくせにちょっと聞きにくいSEXのすべてについて教えましょう | Everything You Always Wanted to Know About Sex * But Were Afraid to Ask | ○    | ○    | ○    |                                                   |
|        | 危機の男性：ハーヴェイ・ウォリンジャーストーリー                                              | The Harvey Ｗarllinger Story                                            | ○    | ○    | ○    | テレビ映画                                        |
| 1973   | スリーパー                                                                                    | Sleeper                                                                 | ○    | ○    | ○    | 音楽                                              |
| 1975   | ウディ・アレンの愛と死                                                                        | Love and Death                                                          | ○    | ○    | ○    |                                                   |
| 1976   | ウディ・アレンのザ・フロント                                                                  | The Front                                                               |      |      | ○    |                                                   |
| 1977   | アニー・ホール                                                                                | Annie Hall                                                              | ○    | ○    | ○    |                                                   |
| 1978   | インテリア                                                                                    | Interiors                                                               | ○    | ○    |      |                                                   |
| 1979   | マンハッタン                                                                                  | Manhattan                                                               | ○    | ○    | ○    |                                                   |
| 1980   | スターダスト・メモリー                                                                        | Stardust Memories                                                       | ○    | ○    | ○    |                                                   |
| 1982   | サマー・ナイト                                                                                | A Midsummer Night's Sex Comedy                                          | ○    | ○    | ○    |                                                   |
| 1983   | カメレオンマン                                                                                | Zelig                                                                   | ○    | ○    | ○    |                                                   |
| 1984   | ブロードウェイのダニー・ローズ                                                                | Broadway Danny Rose                                                     | ○    | ○    | ○    |                                                   |
| 1985   | カイロの紫のバラ                                                                              | The Purple Rose of Cairo                                                | ○    | ○    |      |                                                   |
| 1986   | ハンナとその姉妹                                                                              | Hannah and Her Sisters                                                  | ○    | ○    | ○    |                                                   |
| 1987   | ラジオ・デイズ                                                                                | Radio Days                                                              | ○    | ○    |      |                                                   |
| 1987   | セプテンバー                                                                                  | September                                                               | ○    | ○    |      |                                                   |
| 1987   | ゴダールのリア王                                                                              | King Lear                                                               |      |      | ○    |                                                   |
| 1989   | 私の中のもうひとりの私                                                                        | Another Woman                                                           | ○    | ○    |      |                                                   |
| 1989   | エディプス・コンプレックス                                                                    | Oedipus Wrecks (in New York Stories)                                    | ○    | ○    | ○    | ※オムニバス映画 「ニューヨーク・ストーリー」第3話 |
| 1989   | ウディ・アレンの重罪と軽罪                                                                    | Crimes and Misdemeanors                                                 | ○    | ○    | ○    |                                                   |
| 1990   | アリス                                                                                        | Alice                                                                   | ○    | ○    |      |                                                   |
| 1991   | 結婚記念日                                                                                    | Scenes from a Mall                                                      |      |      | ○    |                                                   |
| 1992   | ウディ・アレンの影と霧                                                                        | Shadows and Fog                                                         | ○    | ○    | ○    |                                                   |
| 1992   | 夫たち、妻たち                                                                                | Husbands and Wives                                                      | ○    | ○    | ○    |                                                   |
| 1993   | マンハッタン殺人ミステリー                                                                    | Manhattan Murder Mystery                                                | ○    | ○    | ○    |                                                   |
| 1994   | トラブルボックス/恋とスパイと大作戦                                                           | Don't Drink The Water                                                   | ○    | ○    | ○    | ※テレビ映画                                       |
| 1995   | ブロードウェイと銃弾                                                                          | Bullets Over Broadway                                                   | ○    | ○    |      |                                                   |
| 1996   | 誘惑のアフロディーテ                                                                          | Mighty Aphrodite                                                        | ○    | ○    | ○    |                                                   |
| 1997   | 世界中がアイ・ラヴ・ユー                                                                      | Everyone Says I Love You                                                | ○    | ○    | ○    |                                                   |
| 1997   | 地球は女で回ってる                                                                            | Deconstructing Harry                                                    | ○    | ○    | ○    |                                                   |
| 1998   | インポスターズ                                                                                | The Impostors'                                                          |      |      | ○    | ※日本未公開                                       |
| 1998   | セレブリティ                                                                                  | Celebrity                                                               | ○    | ○    |      |                                                   |
| 1998   | アンツ                                                                                        | Antz                                                                    |      |      | ○    | ※アニメ映画                                       |
| 1998   | ワイルド・マン・ブルース                                                                      | Wild Man Blues                                                          |      |      | ○    | ※ウディ・アレンのドキュメンタリー                 |
| 1999   | ギター弾きの恋                                                                                | Sweet and Lowdown                                                       | ○    | ○    | ○    |                                                   |
| 2000   | CIAの男                                                                                       | Company Man                                                             |      |      | ○    |                                                   |
| 2000   | おいしい生活                                                                                  | Small Time Crooks                                                       | ○    | ○    | ○    |                                                   |
| 2000   | ヴァージン・ハンド                                                                            | Picking Up the Pieces                                                   |      |      | ○    |                                                   |
| 2001   | スコルピオンの恋まじない                                                                      | The Curse of the Jade Scorpion                                          | ○    | ○    | ○    |                                                   |
| 2001   | スタンリー・キューブリック ライフ・イン・ピクチャーズ                                         | Stanley Kubrick: A Life in Pictures                                     |      |      | ○    | ※スタンリー・キューブリックのドキュメンタリー     |
| 2002   | さよなら、さよならハリウッド                                                                  | Hollywood Ending                                                        | ○    | ○    | ○    |                                                   |
| 2003   | 僕のニューヨークライフ                                                                        | Anything Else                                                           | ○    | ○    | ○    |                                                   |
| 2004   | メリンダとメリンダ                                                                            | Melinda and Melinda                                                     | ○    | ○    |      |                                                   |
| 2005   | マッチポイント                                                                                | Match Point                                                             | ○    | ○    |      |                                                   |
| 2006   | タロットカード殺人事件                                                                        | Scoop                                                                   | ○    | ○    | ○    |                                                   |
| 2007   | ウディ・アレンの夢と犯罪                                                                      | Cassandra's Dream                                                       | ○    | ○    |      |                                                   |
| 2008   | それでも恋するバルセロナ                                                                      | Vicky Cristina Barcelona                                                | ○    | ○    |      |                                                   |
| 2009   | 人生万歳!                                                                                     | Whatever Works                                                          | ○    | ○    |      |                                                   |
| 2010   | 恋のロンドン狂騒曲                                                                            | You Will Meet a Tall Dark Stranger                                      | ○    | ○    |      |                                                   |
| 2011   | ミッドナイト・イン・パリ                                                                      | Midnight in Paris                                                       | ○    | ○    |      |                                                   |
| 2011   | 映画と恋とウディ・アレン                                                                      | Woody Allen: A Documentary                                              |      |      | ○    | ※ウディ・アレンのドキュメンタリー                 |
| 2012   | ローマでアモーレ                                                                              | To Rome with Love                                                       | ○    | ○    | ○    |                                                   |
| 2013   | ブルージャスミン                                                                              | Blue Jasmine                                                            | ○    | ○    |      |                                                   |
| 2013   | ジゴロ・イン・ニューヨーク                                                                    | Fading Gigolo                                                           |      |      | ○    |                                                   |
| 2014   | マジック・イン・ムーンライト                                                                  | Magic in the Moonlight                                                  | ○    | ○    |      |                                                   |
| 2015   | 教授のおかしな妄想殺人                                                                        | Irrational Man                                                          | ○    | ○    |      |                                                   |
| 2016   | カフェ・ソサエティ                                                                            | Café Society                                                            | ○    | ○    |      |                                                   |
| 2016   | ウディ・アレンの6つの危ない物語                                                               | Crisis in Six Scenes                                                    | ○    | ○    | ○    | ※ネット配信ドラマ                                 |
| 2017   | 女と男の観覧車                                                                                | Wonder Wheel                                                            | ○    | ○    |      |                                                   |
| 2019   | レイニーデイ・イン・ニューヨーク                                                              | A Rainy Day in New York                                                 | ○    | ○    |      |                                                   |
| 2020   | サン・セバスチャンへ、ようこそ                                                                | Rifkin's Festival                                                       | ○    | ○    |      |                                                   |
| 2023   | クードシャンス                                                                                | Coup de chancel                                                         | ○    | ○    |      | ※日本公開未定                                     |

## 受賞歴

### 映画賞
※本来はプロデューサーが受取人である作品賞の受賞・ノミネートも含む。
| 賞                                   | 年     | 部門                                    | 作品                               | 結果       |
| ------------------------------------ | ------ | --------------------------------------- | ---------------------------------- | ---------- |
| フォトグラマス・デ・プラータ         | 1973年 | 外国俳優賞                              | 『ボギー!俺も男だ』                | 受賞       |
| フォトグラマス・デ・プラータ         | 1985年 | 外国語映画賞                            | 『カイロの紫のバラ』               | 受賞       |
| ベルリン国際映画祭                   | 1975年 | 芸術貢献賞                              | 『ウディ・アレンの愛と死』         | 受賞       |
| アカデミー賞                         | 1977年 | 作品賞                                  | 『アニー・ホール』                 | 受賞       |
| アカデミー賞                         | 1977年 | 監督賞                                  | 『アニー・ホール』                 | 受賞       |
| アカデミー賞                         | 1977年 | 主演男優賞                              | 『アニー・ホール』                 | ノミネート |
| アカデミー賞                         | 1977年 | 脚本賞                                  | 『アニー・ホール』                 | 受賞       |
| アカデミー賞                         | 1978年 | 監督賞                                  | 『インテリア』                     | ノミネート |
| アカデミー賞                         | 1978年 | 脚本賞                                  | 『インテリア』                     | ノミネート |
| アカデミー賞                         | 1979年 | 脚本賞                                  | 『マンハッタン』                   | ノミネート |
| アカデミー賞                         | 1984年 | 監督賞                                  | 『ブロードウェイのダニー・ローズ』 | ノミネート |
| アカデミー賞                         | 1984年 | 脚本賞                                  | 『ブロードウェイのダニー・ローズ』 | ノミネート |
| アカデミー賞                         | 1985年 | 脚本賞                                  | 『カイロの紫のバラ』               | ノミネート |
| アカデミー賞                         | 1986年 | 作品賞                                  | 『ハンナとその姉妹』               | ノミネート |
| アカデミー賞                         | 1986年 | 監督賞                                  | 『ハンナとその姉妹』               | ノミネート |
| アカデミー賞                         | 1986年 | 脚本賞                                  | 『ハンナとその姉妹』               | 受賞       |
| アカデミー賞                         | 1987年 | 脚本賞                                  | 『ラジオ・デイズ』                 | ノミネート |
| アカデミー賞                         | 1989年 | 監督賞                                  | 『ウディ・アレンの重罪と軽罪』     | ノミネート |
| アカデミー賞                         | 1989年 | 脚本賞                                  | 『ウディ・アレンの重罪と軽罪』     | ノミネート |
| アカデミー賞                         | 1990年 | 脚本賞                                  | 『アリス』                         | ノミネート |
| アカデミー賞                         | 1992年 | 脚本賞                                  | 『夫たち、妻たち』                 | ノミネート |
| アカデミー賞                         | 1994年 | 監督賞                                  | 『ブロードウェイと銃弾』           | ノミネート |
| アカデミー賞                         | 1994年 | 脚本賞                                  | 『ブロードウェイと銃弾』           | ノミネート |
| アカデミー賞                         | 1995年 | 脚本賞                                  | 『誘惑のアフロディーテ』           | ノミネート |
| アカデミー賞                         | 1997年 | 脚本賞                                  | 『地球は女で回ってる』             | ノミネート |
| アカデミー賞                         | 2005年 | 脚本賞                                  | 『マッチポイント』                 | ノミネート |
| アカデミー賞                         | 2011年 | 作品賞                                  | 『ミッドナイト・イン・パリ』       | ノミネート |
| アカデミー賞                         | 2011年 | 監督賞                                  | 『ミッドナイト・イン・パリ』       | ノミネート |
| アカデミー賞                         | 2011年 | 脚本賞                                  | 『ミッドナイト・イン・パリ』       | 受賞       |
| アカデミー賞                         | 2013年 | 脚本賞                                  | 『ブルージャスミン』               | ノミネート |
| ゴールデングローブ賞                 | 1977年 | 作品賞 (ミュージカル・コメディ部門)     | 『アニー・ホール』                 | ノミネート |
| ゴールデングローブ賞                 | 1977年 | 監督賞                                  | 『アニー・ホール』                 | ノミネート |
| ゴールデングローブ賞                 | 1977年 | 主演男優賞 (ミュージカル・コメディ部門) | 『アニー・ホール』                 | ノミネート |
| ゴールデングローブ賞                 | 1977年 | 脚本賞                                  | 『アニー・ホール』                 | ノミネート |
| ゴールデングローブ賞                 | 1978年 | 監督賞                                  | 『インテリア』                     | ノミネート |
| ゴールデングローブ賞                 | 1978年 | 脚本賞                                  | 『インテリア』                     | ノミネート |
| ゴールデングローブ賞                 | 1979年 | 作品賞 (ドラマ部門)                     | 『マンハッタン』                   | ノミネート |
| ゴールデングローブ賞                 | 1983年 | 作品賞 (ミュージカル・コメディ部門)     | 『カメレオンマン』                 | ノミネート |
| ゴールデングローブ賞                 | 1983年 | 主演男優賞 (ミュージカル・コメディ部門) | 『カメレオンマン』                 | ノミネート |
| ゴールデングローブ賞                 | 1985年 | 作品賞 (ミュージカル・コメディ部門)     | 『カイロの紫のバラ』               | ノミネート |
| ゴールデングローブ賞                 | 1985年 | 脚本賞                                  | 『カイロの紫のバラ』               | 受賞       |
| ゴールデングローブ賞                 | 1986年 | 作品賞 (ミュージカル・コメディ部門)     | 『ハンナとその姉妹』               | 受賞       |
| ゴールデングローブ賞                 | 1986年 | 監督賞                                  | 『ハンナとその姉妹』               | ノミネート |
| ゴールデングローブ賞                 | 1986年 | 脚本賞                                  | 『ハンナとその姉妹』               | ノミネート |
| ゴールデングローブ賞                 | 1989年 | 作品賞 (ドラマ部門)                     | 『ウディ・アレンの重罪と軽罪』     | ノミネート |
| ゴールデングローブ賞                 | 1996年 | 作品賞 (ミュージカル・コメディ部門)     | 『世界中がアイ・ラヴ・ユー』       | ノミネート |
| ゴールデングローブ賞                 | 2005年 | 作品賞 (ドラマ部門)                     | 『マッチポイント』                 | ノミネート |
| ゴールデングローブ賞                 | 2005年 | 監督賞                                  | 『マッチポイント』                 | ノミネート |
| ゴールデングローブ賞                 | 2005年 | 脚本賞                                  | 『マッチポイント』                 | ノミネート |
| ゴールデングローブ賞                 | 2008年 | 作品賞 (ミュージカル・コメディ部門)     | 『それでも恋するバルセロナ』       | 受賞       |
| ゴールデングローブ賞                 | 2011年 | 作品賞 (ミュージカル・コメディ部門)     | 『ミッドナイト・イン・パリ』       | ノミネート |
| ゴールデングローブ賞                 | 2011年 | 監督賞                                  | 『ミッドナイト・イン・パリ』       | ノミネート |
| ゴールデングローブ賞                 | 2011年 | 脚本賞                                  | 『ミッドナイト・イン・パリ』       | 受賞       |
| ゴールデングローブ賞                 | 2013年 | セシル・B・デミル賞                     | -                                  | 受賞       |
| 英国アカデミー賞                     | 1977年 | 作品賞                                  | 『アニー・ホール』                 | 受賞       |
| 英国アカデミー賞                     | 1977年 | 監督賞                                  | 『アニー・ホール』                 | 受賞       |
| 英国アカデミー賞                     | 1977年 | 主演男優賞                              | 『アニー・ホール』                 | ノミネート |
| 英国アカデミー賞                     | 1977年 | 脚本賞                                  | 『アニー・ホール』                 | 受賞       |
| 英国アカデミー賞                     | 1979年 | 作品賞                                  | 『マンハッタン』                   | 受賞       |
| 英国アカデミー賞                     | 1979年 | 監督賞                                  | 『マンハッタン』                   | ノミネート |
| 英国アカデミー賞                     | 1979年 | 主演男優賞                              | 『マンハッタン』                   | ノミネート |
| 英国アカデミー賞                     | 1979年 | 脚本賞                                  | 『マンハッタン』                   | 受賞       |
| 英国アカデミー賞                     | 1983年 | オリジナル脚本賞                        | 『カメレオンマン』                 | ノミネート |
| 英国アカデミー賞                     | 1984年 | オリジナル脚本賞                        | 『ブロードウェイのダニー・ローズ』 | 受賞       |
| 英国アカデミー賞                     | 1985年 | 作品賞                                  | 『カイロの紫のバラ』               | 受賞       |
| 英国アカデミー賞                     | 1985年 | オリジナル脚本賞                        | 『カイロの紫のバラ』               | 受賞       |
| 英国アカデミー賞                     | 1986年 | 作品賞                                  | 『ハンナとその姉妹』               | ノミネート |
| 英国アカデミー賞                     | 1986年 | 監督賞                                  | 『ハンナとその姉妹』               | 受賞       |
| 英国アカデミー賞                     | 1986年 | 主演男優賞                              | 『ハンナとその姉妹』               | ノミネート |
| 英国アカデミー賞                     | 1986年 | オリジナル脚本賞                        | 『ハンナとその姉妹』               | 受賞       |
| 英国アカデミー賞                     | 1987年 | 作品賞                                  | 『ラジオ・デイズ』                 | ノミネート |
| 英国アカデミー賞                     | 1987年 | オリジナル脚本賞                        | 『ラジオ・デイズ』                 | ノミネート |
| 英国アカデミー賞                     | 1989年 | 作品賞                                  | 『ウディ・アレンの重罪と軽罪』     | ノミネート |
| 英国アカデミー賞                     | 1989年 | 監督賞                                  | 『ウディ・アレンの重罪と軽罪』     | ノミネート |
| 英国アカデミー賞                     | 1989年 | オリジナル脚本賞                        | 『ウディ・アレンの重罪と軽罪』     | ノミネート |
| 英国アカデミー賞                     | 1992年 | オリジナル脚本賞                        | 『夫たち、妻たち』                 | 受賞       |
| 英国アカデミー賞                     | 1995年 | オリジナル脚本賞                        | 『ブロードウェイと銃弾』           | ノミネート |
| 英国アカデミー賞                     | 1996年 | フェローシップ賞                        | -                                  | 受賞       |
| 英国アカデミー賞                     | 2011年 | オリジナル脚本賞                        | 『ミッドナイト・イン・パリ』       | ノミネート |
| 英国アカデミー賞                     | 2013年 | オリジナル脚本賞                        | 『ブルージャスミン』               | ノミネート |
| 全米監督協会賞                       | 1977年 | 長編映画監督賞                          | 『アニー・ホール』                 | 受賞       |
| 全米監督協会賞                       | 1979年 | 長編映画監督賞                          | 『マンハッタン』                   | ノミネート |
| 全米監督協会賞                       | 1986年 | 長編映画監督賞                          | 『ハンナとその姉妹』               | ノミネート |
| 全米監督協会賞                       | 1989年 | 長編映画監督賞                          | 『ウディ・アレンの重罪と軽罪』     | ノミネート |
| 全米監督協会賞                       | 1995年 | D・W・グリフィス賞                      | -                                  | 受賞       |
| 全米監督協会賞                       | 2011年 | 長編映画監督賞                          | 『ミッドナイト・イン・パリ』       | ノミネート |
| 全米映画批評家協会賞                 | 1977年 | 作品賞                                  | 『アニー・ホール』                 | 受賞       |
| 全米映画批評家協会賞                 | 1977年 | 監督賞                                  | 『アニー・ホール』                 | 3位        |
| 全米映画批評家協会賞                 | 1977年 | 脚本賞                                  | 『アニー・ホール』                 | 受賞       |
| 全米映画批評家協会賞                 | 1978年 | 脚本賞                                  | 『インテリア』                     | 5位        |
| 全米映画批評家協会賞                 | 1979年 | 作品賞                                  | 『マンハッタン』                   | 3位        |
| 全米映画批評家協会賞                 | 1979年 | 監督賞                                  | 『マンハッタン』                   | 受賞       |
| 全米映画批評家協会賞                 | 1979年 | 脚本賞                                  | 『マンハッタン』                   | 2位        |
| 全米映画批評家協会賞                 | 1985年 | 作品賞                                  | 『カイロの紫のバラ』               | 2位        |
| 全米映画批評家協会賞                 | 1985年 | 脚本賞                                  | 『カイロの紫のバラ』               | 2位        |
| 全米映画批評家協会賞                 | 1986年 | 作品賞                                  | 『ハンナとその姉妹』               | 2位        |
| 全米映画批評家協会賞                 | 1986年 | 脚本賞                                  | 『ハンナとその姉妹』               | 2位        |
| 全米映画批評家協会賞                 | 2011年 | 脚本賞                                  | 『ミッドナイト・イン・パリ』       | 3位        |
| ニューヨーク映画批評家協会賞         | 1977年 | 作品賞                                  | 『アニー・ホール』                 | 受賞       |
| ニューヨーク映画批評家協会賞         | 1977年 | 監督賞                                  | 『アニー・ホール』                 | 受賞       |
| ニューヨーク映画批評家協会賞         | 1977年 | 脚本賞                                  | 『アニー・ホール』                 | 受賞       |
| ニューヨーク映画批評家協会賞         | 1979年 | 作品賞                                  | 『マンハッタン』                   | 次点       |
| ニューヨーク映画批評家協会賞         | 1979年 | 監督賞                                  | 『マンハッタン』                   | 受賞       |
| ニューヨーク映画批評家協会賞         | 1979年 | 脚本賞                                  | 『マンハッタン』                   | 次点       |
| ニューヨーク映画批評家協会賞         | 1985年 | 作品賞                                  | 『カイロの紫のバラ』               | 次点       |
| ニューヨーク映画批評家協会賞         | 1985年 | 脚本賞                                  | 『カイロの紫のバラ』               | 受賞       |
| ニューヨーク映画批評家協会賞         | 1986年 | 作品賞                                  | 『ハンナとその姉妹』               | 受賞       |
| ニューヨーク映画批評家協会賞         | 1986年 | 監督賞                                  | 『ハンナとその姉妹』               | 受賞       |
| ニューヨーク映画批評家協会賞         | 1986年 | 脚本賞                                  | 『ハンナとその姉妹』               | 次点       |
| ロサンゼルス映画批評家協会賞         | 1977年 | 脚本賞                                  | 『アニー・ホール』                 | 受賞       |
| ロサンゼルス映画批評家協会賞         | 1978年 | 監督賞                                  | 『インテリア』                     | 次点       |
| ロサンゼルス映画批評家協会賞         | 1978年 | 脚本賞                                  | 『インテリア』                     | 次点       |
| ロサンゼルス映画批評家協会賞         | 1986年 | 作品賞                                  | 『ハンナとその姉妹』               | 受賞       |
| ロサンゼルス映画批評家協会賞         | 1986年 | 監督賞                                  | 『ハンナとその姉妹』               | 次点       |
| ロサンゼルス映画批評家協会賞         | 1986年 | 脚本賞                                  | 『ハンナとその姉妹』               | 受賞       |
| カンザスシティ映画批評家協会賞       | 1977年 | 作品賞                                  | 『アニー・ホール』                 | 受賞       |
| カンザスシティ映画批評家協会賞       | 1977年 | 監督賞                                  | 『アニー・ホール』                 | 受賞       |
| カンザスシティ映画批評家協会賞       | 1978年 | 作品賞                                  | 『インテリア』                     | 受賞       |
| カンザスシティ映画批評家協会賞       | 1978年 | 監督賞                                  | 『インテリア』                     | 受賞       |
| セザール賞                           | 1978年 | 外国映画賞                              | 『アニー・ホール』                 | ノミネート |
| セザール賞                           | 1980年 | 外国映画賞                              | 『マンハッタン』                   | 受賞       |
| セザール賞                           | 1986年 | 外国映画賞                              | 『カイロの紫のバラ』               | 受賞       |
| セザール賞                           | 1987年 | 外国映画賞                              | 『ハンナとその姉妹』               | ノミネート |
| セザール賞                           | 1992年 | 外国映画賞                              | 『アリス』                         | ノミネート |
| セザール賞                           | 1993年 | 外国映画賞                              | 『夫たち、妻たち』                 | ノミネート |
| セザール賞                           | 1994年 | 外国映画賞                              | 『マンハッタン殺人ミステリー』     | ノミネート |
| セザール賞                           | 1998年 | 外国映画賞                              | 『世界中がアイ・ラヴ・ユー』       | ノミネート |
| セザール賞                           | 2006年 | 外国映画賞                              | 『マッチポイント』                 | ノミネート |
| セザール賞                           | 2014年 | 外国映画賞                              | 『ブルージャスミン』               | ノミネート |
| ボディル賞                           | 1978年 | アメリカ映画賞                          | 『アニー・ホール』                 | 受賞       |
| ボディル賞                           | 1980年 | アメリカ映画賞                          | 『マンハッタン』                   | 受賞       |
| ボディル賞                           | 1984年 | アメリカ映画賞                          | 『カメレオンマン』                 | 受賞       |
| ボディル賞                           | 1986年 | アメリカ映画賞                          | 『カイロの紫のバラ』               | 受賞       |
| ボディル賞                           | 1987年 | アメリカ映画賞                          | 『ハンナとその姉妹』               | 受賞       |
| ナショナル・ボード・オブ・レビュー賞 | 1979年 | 作品賞                                  | 『マンハッタン』                   | 受賞       |
| ナショナル・ボード・オブ・レビュー賞 | 1986年 | 監督賞                                  | 『ハンナとその姉妹』               | 受賞       |
| ナストロ・ダルジェント賞             | 1980年 | 外国監督賞                              | 『マンハッタン』                   | 受賞       |
| ダヴィッド・ディ・ドナテッロ賞       | 1984年 | 外国映画賞                              | 『カメレオンマン』                 | ノミネート |
| ダヴィッド・ディ・ドナテッロ賞       | 1984年 | 外国監督賞                              | 『カメレオンマン』                 | ノミネート |
| ダヴィッド・ディ・ドナテッロ賞       | 1984年 | 外国男優賞                              | 『カメレオンマン』                 | 受賞       |
| ダヴィッド・ディ・ドナテッロ賞       | 1985年 | 外国脚本賞                              | 『ブロードウェイのダニー・ローズ』 | 受賞       |
| ダヴィッド・ディ・ドナテッロ賞       | 1987年 | 外国脚本賞                              | 『ハンナとその姉妹』               | 受賞       |
| ダヴィッド・ディ・ドナテッロ賞       | 1989年 | 外国監督賞                              | 『私の中のもうひとりの私』         | ノミネート |
| ダヴィッド・ディ・ドナテッロ賞       | 1990年 | 外国映画賞                              | 『ウディ・アレンの重罪と軽罪』     | ノミネート |
| ダヴィッド・ディ・ドナテッロ賞       | 1990年 | 外国監督賞                              | 『ウディ・アレンの重罪と軽罪』     | ノミネート |
| ダヴィッド・ディ・ドナテッロ賞       | 1990年 | 外国男優賞                              | 『ウディ・アレンの重罪と軽罪』     | ノミネート |
| ダヴィッド・ディ・ドナテッロ賞       | 1990年 | 外国脚本賞                              | 『ウディ・アレンの重罪と軽罪』     | 受賞       |
| ダヴィッド・ディ・ドナテッロ賞       | 1992年 | 外国映画賞                              | 『ウディ・アレンの影と霧』         | ノミネート |
| ダヴィッド・ディ・ドナテッロ賞       | 1992年 | 外国男優賞                              | 『ウディ・アレンの影と霧』         | ノミネート |
| ダヴィッド・ディ・ドナテッロ賞       | 1996年 | 外国映画賞                              | 『誘惑のアフロディーテ』           | ノミネート |
| ダヴィッド・ディ・ドナテッロ賞       | 1996年 | 外国男優賞                              | 『誘惑のアフロディーテ』           | ノミネート |
| ダヴィッド・ディ・ドナテッロ賞       | 2006年 | EU映画賞                                | 『マッチポイント』                 | 受賞       |
| ダヴィッド・ディ・ドナテッロ賞       | 2014年 | 外国映画賞                              | 『ブルージャスミン』               | ノミネート |
| カンヌ国際映画祭                     | 1985年 | 国際映画批評家連盟賞                    | 『カイロの紫のバラ』               | 受賞       |
| カンヌ国際映画祭                     | 2002年 | パルム・ドール・ドヌール                | -                                  | 受賞       |
| ボストン映画批評家協会賞             | 1985年 | 脚本賞                                  | 『カイロの紫のバラ』               | 受賞       |
| ボストン映画批評家協会賞             | 1986年 | 脚本賞                                  | 『ハンナとその姉妹』               | 受賞       |
| ロンドン映画批評家協会賞             | 1985年 | 作品賞                                  | 『カイロの紫のバラ』               | 受賞       |
| ロンドン映画批評家協会賞             | 1986年 | 脚本賞                                  | 『ハンナとその姉妹』               | 受賞       |
| ロンドン映画批評家協会賞             | 1990年 | 作品賞                                  | 『ウディ・アレンの重罪と軽罪』     | 受賞       |
| ロンドン映画批評家協会賞             | 1990年 | 監督賞                                  | 『ウディ・アレンの重罪と軽罪』     | 受賞       |
| ロンドン映画批評家協会賞             | 1990年 | 脚本賞                                  | 『ウディ・アレンの重罪と軽罪』     | 受賞       |
| ロンドン映画批評家協会賞             | 1997年 | 特別賞                                  | -                                  | 受賞       |
| フランス映画批評家協会賞             | 1985年 | 外国語映画賞                            | 『カイロの紫のバラ』               | 受賞       |
| フランス映画批評家協会賞             | 1986年 | 外国語映画賞                            | 『ハンナとその姉妹』               | 受賞       |
| ヴェネツィア国際映画祭               | 1995年 | 栄誉金獅子賞                            | -                                  | 受賞       |
| サン・セバスティアン国際映画祭       | 2004年 | ドノスティア賞                          | -                                  | 受賞       |
| ゴヤ賞                               | 2005年 | ヨーロッパ映画賞                        | 『マッチポイント』                 | 受賞       |
| インディペンデント・スピリット賞     | 2008年 | 脚本賞                                  | 『それでも恋するバルセロナ』       | 受賞       |
| 放送映画批評家協会賞                 | 2011年 | 脚本賞                                  | 『ミッドナイト・イン・パリ』       | 受賞       |
| オンライン映画批評家協会賞           | 2011年 | オリジナル脚本賞                        | 『ミッドナイト・イン・パリ』       | 受賞       |
| サンディエゴ映画批評家協会賞         | 2011年 | オリジナル脚本賞                        | 『ミッドナイト・イン・パリ』       | 受賞       |
| サウスイースタン映画批評家協会賞     | 2011年 | オリジナル脚本賞                        | 『ミッドナイト・イン・パリ』       | 受賞       |

### その他
- 1978年 オー・ヘンリー賞『クーゲルマスのお話 The Kugelmass Episode』（1977年5月2日に『ニューヨーカー』誌に掲載された短編小説）
- 2002年 アストゥリアス皇太子賞、その後スペインのオビエドにアレンの等身像が建立
- 2005年 「fellow comedians and comedy insiders」から「歴代3番目に偉大なコメディ作成者」として選出

## 作品書籍
- Don't drink the water: A comedy in two acts（1967年）
- Play It Again, Sam（1969年）
- これでおあいこ Getting Even（1971年）
- God: A comedy in one act（1975年）
- 羽根むしられて Without Feathers（1975年）
- ぼくの副作用 Side Effects（1980年）
- Lunatic's tale（1986年）
- Complete Prose of Woody Allen（1992年）
- ウディ・アレンの浮気を終わらせる3つの方法 Three One-Act Plays（2003年）
- Writer's Block: Two One-Act Plays（2005年）
- A Second Hand Memory: A Drama in Two Acts（2005年）
- ただひたすらのアナーキー Mere Anarchy（2007年）

### 著作（日本語訳）
- これでおあいこ ウディ・アレン短篇集（伊藤典夫・浅倉久志訳、CBSソニー出版、1981年/河出文庫、1992年）
- 羽根むしられて ウディ・アレン短篇集（伊藤典夫・堤雅久訳、CBSソニー出版、1981年/河出文庫、1992年）
- ぼくの副作用 ウディ・アレン短篇集（堤雅久・芹沢のえ訳、CBSソニー出版、1981年）
- ウディ・アレンの浮気を終わらせる3つの方法（井上一馬訳、白水社、2005年）
- ウディ・アレンの漂う電球（鈴木小百合訳、白水社、2006年）
- ただひたすらのアナーキー（井上一馬訳、河出書房新社、2008年）
- ウディ・アレンの映画術（エリック・ラックスと共著、井上一馬訳、清流出版、2010年）

## 参考・関連文献、映像
- ウディ・アレン バイオグラフィー（ジョン・バクスター著、田栗美奈子訳、作品社、2002年）
- ウディ・オン・アレン 全自作を語る（ウディ・アレン、スティーブ・ビョークマン共著、大森さわこ訳、キネマ旬報社、1995年）
- ウディ・アレン 映画の中の人生（リチャード・シッケル著、都筑はじめ訳、エスクァイア マガジン ジャパン、2007年）
- ウディ・アレンのすべて（井上一馬著、河出書房新社、1997年）
- 映画と恋とウディ・アレン（ロバート・B・ウィード監督、2013年）-ドキュメンタリー映画
- ウディ・アレン 完全ヴィジュアルガイド（ジェイソン・ベイリー著、スペースシャワーネットワーク、2017年）
- ウディ（デイヴィッド・エヴァニアー著、キネマ旬報社、2017年）